# Купростибит
Купростиби́т  (англ. Cuprostibite от сложения двух слов: cuprum и stibium) — очень редкий полиметаллический минерал класса сульфидов, состоит из смешанного антимонита меди и таллия (хотя и не во всех образцах), иногда с примесью олова и других металлов, идеальная формула Cu2(Sb,Tl) или Cu2Sb. Минерал непрозрачный, он имеет металлический блеск и красивый цвет от стального серого до фиолетово-розового на свежих сколах.
Купростибит был открыт в Южной Гренландии (1964 г.) и описан в 1969 г. группой учёных, в составе которой были Евгений Семёнов, Хеннинг Соренсен, Марианна Безсмертная и Евгения Халезова.

## История изучения и название
Новый, прежде неизвестный минерал был найден в 1964 году Е. И. Семёновым и Х. Соренсеном во время совместной экспедиции в Южную Гренландию,:29 а химический и оптический анализ и определение минерала был произведён ими совместно с М. С. Безсмертной на базе Московского института минералогии, геохимии и кристаллохимии редких элементов. Более подробные данные о минерале были получены позднее С. Б. Масленковым с помощью рентгеновского микрозонда в Институте чёрных металлов.:26-27
Первоначально купростибит был определён как природный антимонит меди с формулой Cu5Sb2 и долгое время считался таковым. Название своё, состоящее из двух корней, получил в 1969 году — по тому составу, который считался на тот момент актуальным. Периодически обнаруживаемый в составе купростибита таллий поначалу был отнесён к числу примесей, привнесённых из окружающих пород и минералов, в частности, халькоталлита. Между тем, формула минерала была уточнена в конце 1990-х годов до современного вида Cu2(Sb,Tl), когда было определено, что в случае присутствия в минерале (до 3 масс-%) таллий входит в его химический состав. Также в составе некоторых образцов из типового месторождения горы Наккалак (Гренландия) была обнаружена и сера, так что пропорциональная формула для гренландского купростибита увеличилась до четырёх компонентов: Cu2.00(Sb0.82S0.08Tl0.04)Σ=0.94 Тем не менее, название минерала осталось прежним. Образцы купростибита, полученные с гренландского плато Кангердлуарсук и из шведского Лангбана примеси таллия и серы не имеют. Их идеальная формула также отлична от первоначальной и выглядит как Cu2Sb.

## Свойства
Согласно первому подробному описанию первооткрывателя минерала Е. И. Семёнова, купростибит образует непрозрачные зернистые агрегаты и мелкие вкрапленники чёрного цвета размером не более 1-2 мм. На свежих сколах цвет стально-серый с отчётливым фиолетово-красным оттенком, однако излом быстро окисляется и теряет яркий цвет. Блеск сильный, металлический. Излом неровный. Иногда обнаруживается спайность, отвечающая неясно выраженной таблитчатости. Наблюдаются пластинчатые двойники. Минерал мягкий. Твёрдость — 220 кг/мм2.:26-27
Согласно исследованиям М. С. Безсмертной, произведённым в 1969 году с образцами минерала из типового месторождения в Гренландии, в отражённом свете купростибит под микроскопом имеет отчётливо фиолетово-розоватый оттенок, его отражательная способность высокая, эффекты анизотропии при скрещённых николях сильные цветные, на воздухе заметно двуотражение; светлые сечения кремово-белёсые, тёмные — розовато-фиолетовые. Наблюдается сильная дисперсия главных показателей отражения и двуотражения.:29
Одной из ярких физическо-химических особенностей, присущей купростибиту, является его способность к образованию тончайших полиминеральных смесей, размер частиц металлов в которых варьирует от нескольких десятков микрон до 100-200 Å. Стабильность подобных смесей в течение долгого геологического времени (по крайней мере на протяжении 200-250 млн. лет) может быть обеспечена только их изолированным положением внутри плотных вмещающих пород.:48

## Месторождения
Купростибит был открыт Е. И. Семёновым с соавторами в щелочных породах Илимауссакского массива, Южная Гренландия.:192 Более подробно это месторождение было изучено С. Каруп-Мюллером с соавторами. Купростибит, близкий по составу к Cu2Sb, был встречен им в пределах Илимуассакского массива в нескольких пунктах: в уссингитовых жилах, секущих науяит, и тесно ассоциирующих с луявритовыми жилами и эгинизированными науяитами, в анальцим-эгириновых жилах, располагающихся в контактовой зоне между науяитом и луявритом, в содалит-анальцимовых породах.:48
Впоследствии минерал был найден также в Европе и Северной Америке, где встречается чаще всего в жилах сиенит-содалитов или минерализованных доломитов. Типовое месторождение — место первоначальной находки, гора Наккалак, Гренландия.:236
Впервые в СССР купростибит был обнаружен в начале 1980-х годов М. Н. Новгородовой в Кумак-Котансуйской зоне смятия на Южном Урале.:52
Позднее купростибит был установлен и диагносцирован в месторождении Золотая Гора (Челябинская область, Карабашский городской округ, Соймоновская долина); на Кумакском золотоносном районе (Оренбургская область, Ясненский район) и в Таджикистане на серебро-свинцово-цинковом месторождении Большой Канимансур (Согдийская область, Адрасман-Канимансурское рудное поле).